# 헬렌 가너

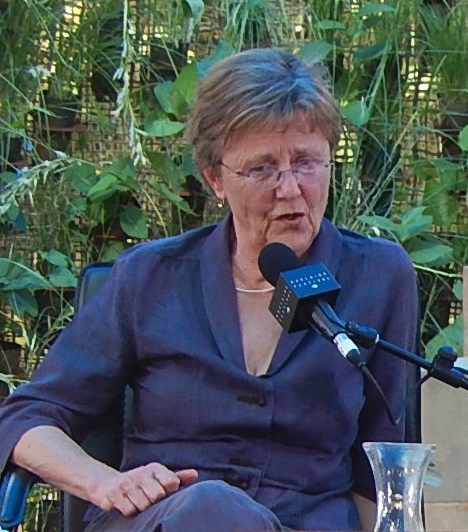

헬렌 가너(Helen Garner (née Ford), 1942년 11월 7일 ~ )는 오스트레일리아의 소설가, 단편 작가, 시나리오 작가 및 저널리스트이다. 가너의 첫 소설, Monkey Grip의 1977 년 출판은 즉시에 원래의 목소리로 그녀를 설립 호주 문학 장면 – 지금은 널리 고전으로 간주된다. 그녀는 특히 그녀의 소설인 Monkey Grip 과 The Spare Room (2008)으로 그녀의 광범위한 관심을 불러일으킨 소설에 자신의 개인적인 경험을 통합하고 적용하는 것으로 유명하다.
Garner는 경력 전반에 걸쳐 픽션과 논픽션을 모두 저술했다. 그녀는 대학에서 성희롱 스캔들에 대한 그녀의 책 The First Stone (1995)으로 논쟁을 불러일으켰다. 그녀는 또한 영화와 연극에 글을 썼고 1993년 타임지 보고서로 Walkley 상을 포함하여 그녀의 작품으로 지속적으로 상을 받았다. 그녀의 두 작품을 각색한 것이 장편 영화 로 등장했다. 그녀의 데뷔 소설인 Monkey Grip 과 실제 범죄 저서인 Joe Cinque's Consolation (2004) - 전자는 1982년에, 후자는 2016년에 개봉되었다.
Garner의 작품은 광범위한 주제와 주제를 다루었다. 그녀는 세 번이나 실제 범죄 저서를 저술했다. 첫 번째는 대학에서 성희롱 스캔들의 여파에 관한 The First Stone으로, 그 다음은 손에 사망한 한 청년이 관련된 법정 소송 절차를 다룬 저널리즘 소설 Joe Cinque's Consolation다. Ned Kelly Award에서 Best Crime Book을 수상한 그의 여자 친구의 이야기 와 2014년 This House of Grief로 다시 한번 그의 아이들을 댐에 몰아넣은 Robert Farquharson에 관한 이야기이다. ABC(Australian Broadcasting Corporation ) 사이트는 그녀를 호주에서 "가장 중요하고 존경받는 작가" 중 한 명으로 묘사했으며, Guardian 은 그녀를 "호주에서 가장 위대한 살아있는 작가"로 언급했다.
1. ↑  Garner, Helen (2016). 《Everywhere I Look》. Text Publishing. 29쪽. ISBN 978-1-925-35536-9.
2. ↑  “The 100 Stories That Shaped The World”. 《BBC》. 2018년 5월 22일. 2018년 7월 7일에 확인함.
3. ↑  “True crime, true class”. 《The Guardian》. 2016년 1월 4일. 2017년 7월 15일에 확인함.
4. ↑  “Everywhere I Look by Helen Garner”. 《The Guardian》. 2016년 3월 22일. 2017년 7월 15일에 확인함.
5. ↑  “This House of Grief by Helen Garner review – a triumph by one of Australia's greatest writers”. 《The Guardian》. 2016년 1월 8일. 2018년 7월 14일에 확인함.
6. ↑  
“Helen Garner: A Writing Life”. 《Abc.net.au》. 2017년 5월 5일.